# Стани, стани зоро
Стани, стани, зоро је пети албум Ане Бекуте. Објављен је 1989. године за ПГП РТБ као ЛП и касета у платинастом тиражу. Продуцент албума је Драган Стојковић Босанац. Песма Рано моја је победничка песма фестивала фолк МЕСАМ 1989. године.

## Песме на албуму
| Бр. | Песма                         | Музика                            | Текст               | Аранжман                 |
| --- | ----------------------------- | --------------------------------- | ------------------- | ------------------------ |
| 1.  | Како ми је, питаш сад         | Александар Радуловић              | Марина Туцаковић    | Драган Стојковић Босанац |
| 2.  | Бог те казнио                 | Зоран Живановић/Радован Јовићевић | Марина Туцаковић    | Драган Стојковић Босанац |
| 3.  | Рано моја                     | Хасан Дудић                       | Богдан Костадиновић | Драган Стојковић Босанац |
| 4.  | Не излуђуј ме                 | Зоран Живановић/Радован Јовићевић | Марина Туцаковић    | Драган Стојковић Босанац |
| 5.  | Није мени ни до чега          | Рођа Раичевић                     | Рођа Раичевић       | Драган Стојковић Босанац |
| 6.  | Растанак                      | Микица Антонић                    | Микица Антонић      | Драган Стојковић Босанац |
| 7.  | Стани, стани, зоро            | Хасан Дудић                       | Мики Јовичић        | Драган Стојковић Босанац |
| 8.  | Шта би била ја, шта би био ти | Александар Радуловић              | Марина Туцаковић    | Драган Стојковић Босанац |

## Спотови
- Бог те казнио
- Рано моја
- Стани, стани, зоро